# Teodeberto I
Teodeberto I (em francês: Thibert ou Théodebert; c. 504 — 547 ou 548) foi rei merovíngio de Metz, Reims ou Austrásia de 533 até sua morte. Sua principal residência ficava em Reims no nordeste da Gália.